# Souskiou-Vathyrkakas
Souskiou-Vathyrkakas ist eine kupfersteinzeitliche (vorbronzezeitliche) Nekropole des späten 4. Jahrtausends v. Chr., die 2,5 km von Palaepaphos, dem heutigen Kouklia, und auf Gemeindegebiet von Souskiou im Südwesten Zyperns in einer 80 m tiefen Klamm liegt. Damit stammt sie aus einer Zeit, in der noch nicht regelmäßig Friedhöfe angelegt wurden.
Die Grabbeigaben sind überwiegend Opfer von Grabräubern geworden, so dass sie in verschiedenen privaten Sammlungen auffindbar sind sowie im J. Paul Getty Museum. Dazu zählen auch eine sitzende Figur in der Pierides-Sammlung sowie kreuzförmige Figurinen der Erimi-Kultur.
Die Gräber sind verhältnismäßig tief und glockenförmig. Auf einer Fläche von 30 × 60 m wurde der Souskiou-Vathyrkakas-Friedhof 1 ausgegraben. Dabei ballten sich die Gräber in einer 30 m breiten Zone um den Steilhangvorsprung, auf dem sich die Nekropole befand, die vielleicht Teil eines größeren Systems war. Dabei liegt sie auf der anderen Seite eines Baches, gegenüber dem heutigen Ort. 
Erstmals lässt sich hier ein Friedhof auf der Insel belegen, hinzu kommen geräumigere Einrichtungen für ein Mehrfachbegräbnissystem, verschiedene Grabtypen sowie Grabbeigaben als Teil des Beisetzungsprozesses. Dabei ist Grab 73 außergewöhnlich, das nahe dem Zentrum des Friedhofs stand. In dieses offenbar für eine Art Öffentlichkeit errichtete Grabmal wurde ausgesprochen viel Arbeit gesteckt, was auf neue Ansätze für Fragen der Identität, einer Ideologie, die sich auf die Ahnen richtete, und auf Hierarchiefragen innerhalb der Gesellschaft Rückschlüsse gestattet. Dabei ist das Grabmal siebenmal so groß wie das nächstgrößere. Die Fundamente wurden auf einer Fläche von 4,5 × 4,3 m ausgehoben, wobei sie 2,5 m tief reichten. Dabei war die Fassade glänzend weiß und glatt, was ansonsten auf dem Friedhof ebenfalls nicht vorkam. Neben Nadeln fand sich ein Behältnis mit der ältesten Darstellung eines Menschen auf Zypern. Einige Spuren deuten darauf hin, dass schon in früher Zeit die monumentale Grabanlage auf Widerstand gestoßen sein könnte.
Vier Grabungskampagnen sollten den Versuchen, die Stätte auszuplündern, zuvorkommen, wie die britische Kouklia-Kampagne von 1950 bis 1951, die deutsche archäologische Kampagne von 1972 oder die beiden Grabungen des zyprischen Antiquitätendepartments von 1972 bzw. 1991 und 1994 bis 1997. Die Grabungsergebnisse wurden in verstreuten Publikationen veröffentlicht, die wiederum Edgar Peltenburg 1997 zusammenfasste.